# Kampagne für Opfer rassistischer Polizeigewalt
Die Kampagne für Opfer rassistischer Polizeigewalt (KOP) ist eine politische Organisation, die sich bemüht, rassistische Übergriffe seitens der Polizei festzuhalten und Betroffene zu unterstützen. Die Kampagne ist in Berlin, Bremen und Kiel aktiv. Zu den Gründern der Kampagne gehörte Biplab Basu.

## Aufgaben
Die KOP wurde im November 2002 von der Beratungsstelle für Opfer rassistischer, rechter und antisemitischer Gewalt ReachOut und anderen Organisationen gegründet. Sie soll rassistische Strukturen in der Polizei darlegen und Opfern von Polizeigewalt zur Seite stehen. Hierfür informiert sie Betroffene und Zeugen über ihre Handlungsmöglichkeiten und Rechte. Sie vermittelt an Beratungsstellen und bietet mittels ihres Rechtshilfefonds finanzielle Unterstützung bei einem Prozess an. Zusätzlich organisiert sie Diskussionsveranstaltungen.

## KOP Berlin
Mit der Aktion „Ban! Racial Profiling“ wollte die KOP Berlin auf Racial Profiling insbesondere an sogenannten kriminalitätsbelasteten Orten aufmerksam machen und forderte die Berliner Landesregierung auf diese abzuschaffen:

„Die polizeilichen Sonderbefugnisse führen zur Verdrängung von Berliner*innen of Color und rassistischer Spaltung. Wir fordern die Landespolitik auf, der Polizei ihre Sonderbefugnisse zu entziehen und Stadtpolitik diskriminierungsfrei zu gestalten.“

Seit 2021 organisiert KOP im Rahmen der Kampagne "Go Film the Police!" Kundgebungen.
Die KOP Berlin hält seit 2000 Fälle von rassistischer Polizeigewalt in Berlin in einer Chronik fest.